# 下迪伦巴赫
下迪伦巴赫是德国莱茵兰-普法尔茨州的一个市镇。总面积6.82平方公里，总人口1008人，其中男性537人，女性471人（2011年12月31日），人口密度148人/平方公里。